# Кибург, Конрад фон
Граф Конрад фон Кибург (нем. Konrad von Kyburg; ум. 17 апреля 1402) — швейцарский дворянин, тевтонский рыцарь, занимавший в разные годы орденские посты верховного госпитальера (Oberster Spittler) (1396—17 апреля 1402) и комтура в Эльбинге (1 мая 1396—17 апреля 1402), комтура в Бальге (12 марта 1392—1 мая 1396), комтура в Остероде (2 июля 1391—12 марта 1392), комтура в Нессау (1388—1391), строитель Айхмеденского замка.
Происходит из швейцарской дворянской многодетной семьи рода Ной-Кибургов (ответвление рода Габсбургов). Отец — Эберхард II фон Габсбург граф фон Кибург и ландграф Бургундский (ок. 1299—17 апрель 1357), мать — Анастасия баронесса фон Зигнау (ок. 1313 — ок. 1382); в семье помимо Конрада было 10 детей; один из братьев — Рудольф фон Кибург (Rudolf von Kyburg) также стал тевтонским рыцарем, и занимал в Ордене пост комтура в Редене (29 июня 1391 — 6 ноября 1402).

## Дневник Кибурга
Граф Конрад фон Кибург фигурирует в опубликованном в 1856 году историком-романтиком Т. Нарбутом «дневнике» графа «Dziennik poselstwa Krzyżaków pruskich do wielkiego książęcia litewskiego w roku 1347 odbytego».
В «дневнике» рассказывается, как Фон Кибург якобы в 1397 году с целью воспрепятствовать соединению Литвы с Польшей и привлечь Витовта к союзу с орденом, был отправлен послом ордена к великому князю литовскому Витовту. Названный «дневник» этого путешествия и пребывания в Вильно (ныне — Вильнюс) содержит мифические сведения о городе и его жителях.
В частности, автор дневника сообщает свой вариант известной легенды о «Сне Гедимина», а именно, что Гедимин не сам видел известный сон, а слышал его от криве Лиздейки.
Немецкий оригинал «дневника» неизвестен, польский текст, как отмечено выше, издан Т. Нарбутом в его «Pomniejsze pisma historyczne, szczególnie do historyi Litwy odnoszące się» (Вильно, 1856), с которого сделан и русский перевод, в докторской диссертации М. П. Смирнова: «Ягелло-Яков-Владислав и первое соединение Литвы с Польшей» (Одесса, 1868).
В 1869 году аутентичность «дневника» оспаривал В. Г. Васильевский, указав И. Онацевича в качестве автора фальсификата (с ним не согласился Д. И. Иловайский), в 1895 — А. Прохаска, в 1914 году — Я. Фиялек, в 1918 году — П. Карге, в 1926 — Г. Ловмянский. Вышеуказанные исследователи обосновали, что «дневник» является фальсификатом XIX века: данные в дневнике не соответствуют биографии Конрада фон Кибурга, многим другим историческим фактам. В частности, с июня по середину июля 1397 года, Конрад фон Кибург не мог находиться в Вильне, так как, согласно «Хронике земли Прусской» Иоганна фон Посилге, участвовал в съезде немецких курфюрстов во Франкфурте-на-Майне.